# Else Christie Kielland
Else Christie Kielland (född 20 oktober 1903 i Bergen, död 25 september 1993 i Oslo) var en norsk konstnär och konstteoretiker.
Kielland föddes i Bergen som dotter till professorn och arkitekten Jens Zetlitz Monrad Kielland och Anna M. C. Christie. När hon var åtta år gammal flyttade familjen till Trondheim, och när hon var fjorton flyttade de till Oslo. Hon tog examen artium 1922, studerade vid Statens håndverks- og kunstindustriskole (SHKS) 1922–1923 och vid Kunstakademiet 1923–1927. 1923–1932 undervisades hon av Harriet Backer, som hon känt sedan tonåren. 1934 studerade hon en kort period i Paris, och var elev till Georg Jacobsen 1935–1938. Hon debuterade med en separatutställning på Kunstnernes Hus i Oslo 1929, och deltog på  Høstutstillingen för första gången 1930.
Ett genomgående motiv i Kiellands verk som konstnär och konstteoretiker är en sökan efter bärande principer och formell laglighet. De tre böckerna geometry in ... art, med undertiteln Depht and Movement, är ett resultat av detta arbete. Kielland menar att finna ett genomgående mönster av geometrisk laglighet från egyptisk konst, via grekisk konst, och fram till norrön konst i förkristen tid och tidig medeltid.
Som utövande konstnär arbetade hon med både bildväv och måleri. Hennes viktigaste tema som målare var den stora överblicken över dramatiska landskap, med människor som små myrar under naturens välde. Hon har målat i Bergen, Jølster, Røldal, Valdres och Svalbard. Hennes delvis abstrakta porträtt av Fertein Valen (1934) och David Monrad Johansen (1948) är nämnvärda; det samma gäller tre självporträtt från 1929, 1933 och 1940, och en trilogi bilder på Universitetet i Bergen: Balders død, Årle i old da ørnane gol, Tid er med å ride rødnande braut (1933–1975).
Bland hennes vävnader kan nämnas Til minne om dem som gav sitt liv på havet (1962, Bergen Sjøfartsmuseum) och trilogin Riket og mennene (1967, Utrikesdepartementet). Det sistnämnda består av motiven Riket og mennene, Skjebnen och Fisken dras opp av havet.
Från och med 1972 var Kielland statsstipendiat, och 1981 mottog hon Oslo bys kulturpris. Hon finns representerad på de flesta norska konstmuseer.
Kielland var ogift. Hon var syster till arkitekten Jacob Christie Kielland.